# Мемфис (Индијана)
Мемфис (енгл. Memphis) насељено је место без административног статуса у америчкој савезној држави Индијана.

## Демографија
По попису из 2010. године број становника је 695, што је 295 (73,8%) становника више него 2000. године.
| Група             | 2000.       | 2010.       |
| Белци             | 394 (98,5%) | 669 (96,3%) |
| Афроамериканци    | 0 (0,0%)    | 12 (1,7%)   |
| Азијати           | 0 (0,0%)    | 0 (0,0%)    |
| Хиспаноамериканци | 0 (0,0%)    | 10 (1,4%)   |
| Укупно            | 400         | 695         |